# Pärluggla
För ugglesläktet Aegolius, se pärlugglor.
Pärluggla (Aegolius funereus) är en liten uggla som förekommer i barrskogar i norra Europa, Asien och Nordamerika.

## Kännetecken

### Utseende

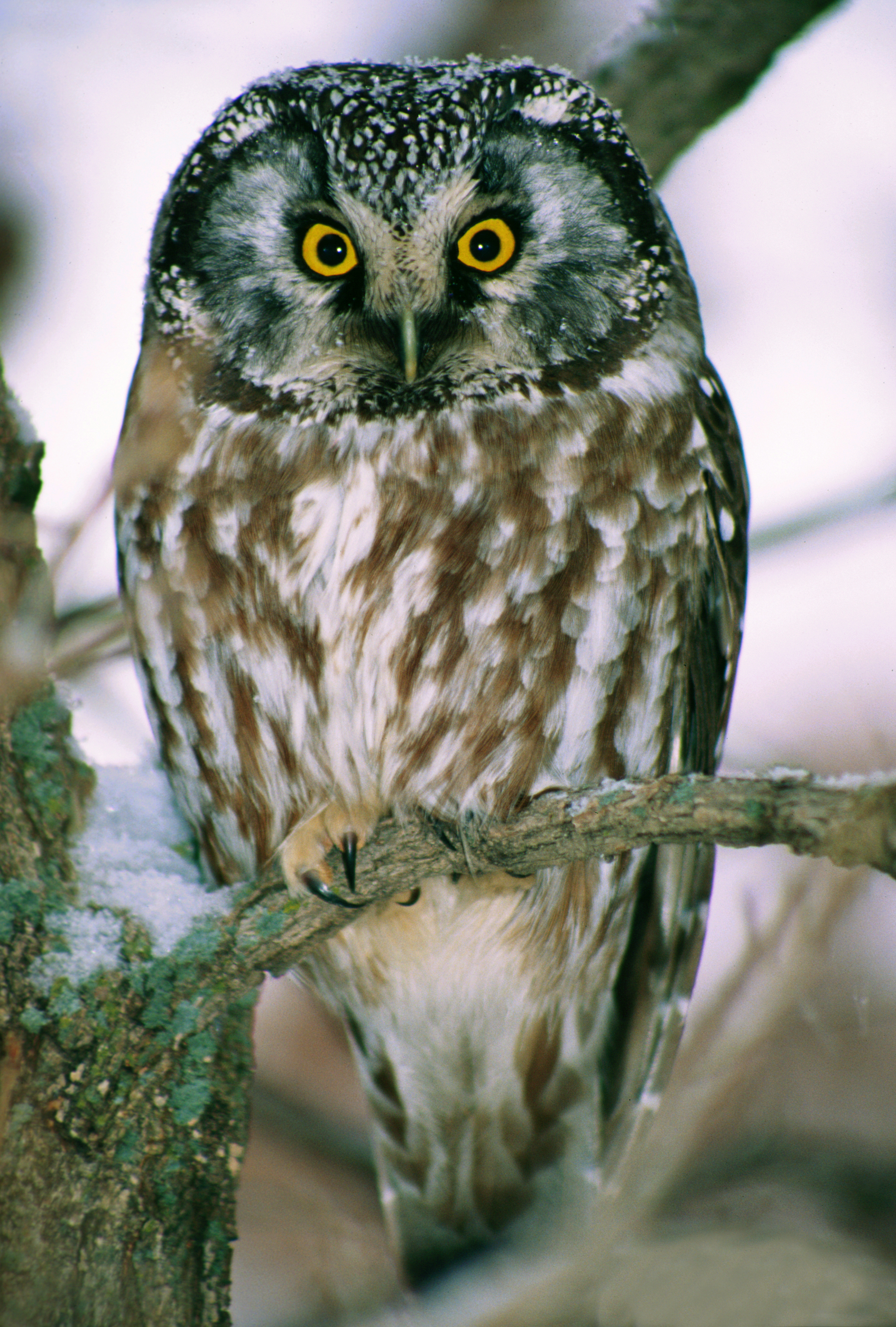
Adult av den amerikanska underarten A. f. richardsoni.

Pärlugglan har en kroppslängd på 24–26 cm  och ett vingspann på 54–62 cm. Den är brun på ovansidan med vita fläckar (pärlor) på skuldrorna. Undertill är den vitaktig med bruna streck. Huvudet är stort, med gula ögon och ett vitt runt ansikte och ett "förvånat" uttryck. De korta fötterna är befjädrade ut till klorna. Ungfåglar är mörkbruna utom i ansiktet där de har vita fält som sannolikt underlättar matningen i det mörka bohålet. Till färg och form är de båda könen lika. Dock skiljer de sig mycket i fråga om vikt. Hanen väger mellan 90 och 113 gram medan honan vanligtvis varierar mellan 126 och 194 gram, men det finns extremfall upp till 215 gram.

### Läte
Pärlugglehanens revirrop hörs i Sverige vanligtvis från slutet av februari till maj, i sällsynta fall från januari och fram till juli. Lätet är mycket karakteristiskt och består av en serie om tre till tio starka poande, "po-på-på-på-på-på", som upprepas många gånger och kan höras kilometerlångt. Den sjunger nästan uteslutande efter mörkrets inbrott. Pärlugglan har också en del andra läten, bland annat ett ekorrliknande smackande och ett mjukt läte som påminner om kajans kontaktläte (sannolikt ett honläte). Sånglusten begränsas av faktorer som vind, mulet väder, regn, snöfall, samt ibland av större ugglors närvaro. Ungarna tigger med ett kvidande "tzzziiii". Flykten är i princip ljudlös.

## Utbredning och taxonomi
Pärlugglan häckar i täta barr- eller blandskogar i norra Eurasien och Nordamerika, och i bergskedjor som Alperna och Klippiga bergen. Pärlugglan är helt beroende av tillgången på små däggdjur och kan uppträda med extremt täta förekomster där det finns gott om lämpliga byten och bohålor. Om populationen av smågnagare kraschar under våren, misslyckas pärlugglorna med den påbörjade häckningen, vilket leder till massdöd bland ungarna. När sådana krascher inträffar kan pärlugglan uppträda i massförekomst också utanför sitt normala utbredningsområde. Arten har även spridits sig längs Pyrenéerna, på båda sidorna om gränsen, där den först observerades så sent som 1963.[källa behövs]
Pärlugglan delas vanligtvis upp i sex underarter:
- europeisk pärluggla[10] Aegolius funereus funereus – förekommer från norra Skandinavien till Pyrenéerna och Uralbergen (förutom populationen i bergen i Kaukasus)
- Aegolius funereus caucasicus – förekommer i bergen i norra Kaukasus
- Aegolius funereus pallens – förekommer i västra Sibirien, Tienshan och i södra Sibirien österut till Sachalin
- Aegolius funereus magnus – förekommer i nordöstra Sibirien från Kolyma till Kamtjatkahalvön
- Aegolius funereus beickianus – förekommer från Lahul i allra nordvästligaste Indien till Qinghai i sydvästra Kina.
- Aegolius funereus richardsoni – förekommer från centrala Alaska och norra Kanada till norra USA

Vissa urskiljer även underarten sibiricus med utbredning i sydöstra Sibirien och nordöstra Kina.

### Förekomst i Sverige
Pärluggla var länge tillsammans med kattuggla den vanligaste av Sveriges ugglor men har på kort tid minskat i antal. Den finns över större delen av landet, och har ibland till och med häckat på Gotland, trots bristen på sork. Som talrikast är den på taiga i områden med mycket uppsatta holkar, exempelvis i Västerbotten.

## Ekologi

### Beteende
Pärlugglan är uteslutande nattaktiv och vilar på dagen, helst i en tät gran. Bara längst uppe i norr, på grund av de ljusa nätterna jagar den också i dagsljus. Flykten är tyst, rak, snabb och lite fladdermuslik. När ugglan vilar sitter den upprätt. Liksom andra ugglor kan den blåsa upp sig för att verka större vid störning, och fungerar inte det, gör den sig extremt smal för att likna en avbruten kvist. Ibland lämnar den viloplatsen för att bada eller för att vårda fjäderdräkten. Utanför häckningstiden upprättar varje pärluggla jaktrevir som försvaras mot andra artfränder.

### Häckning

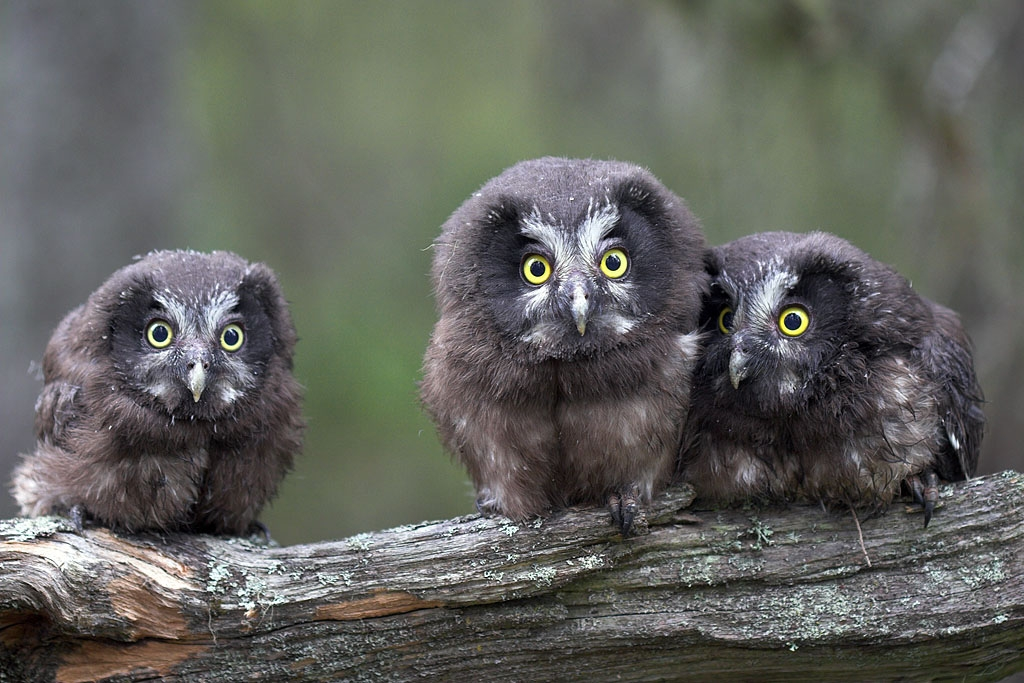
Juveniler.

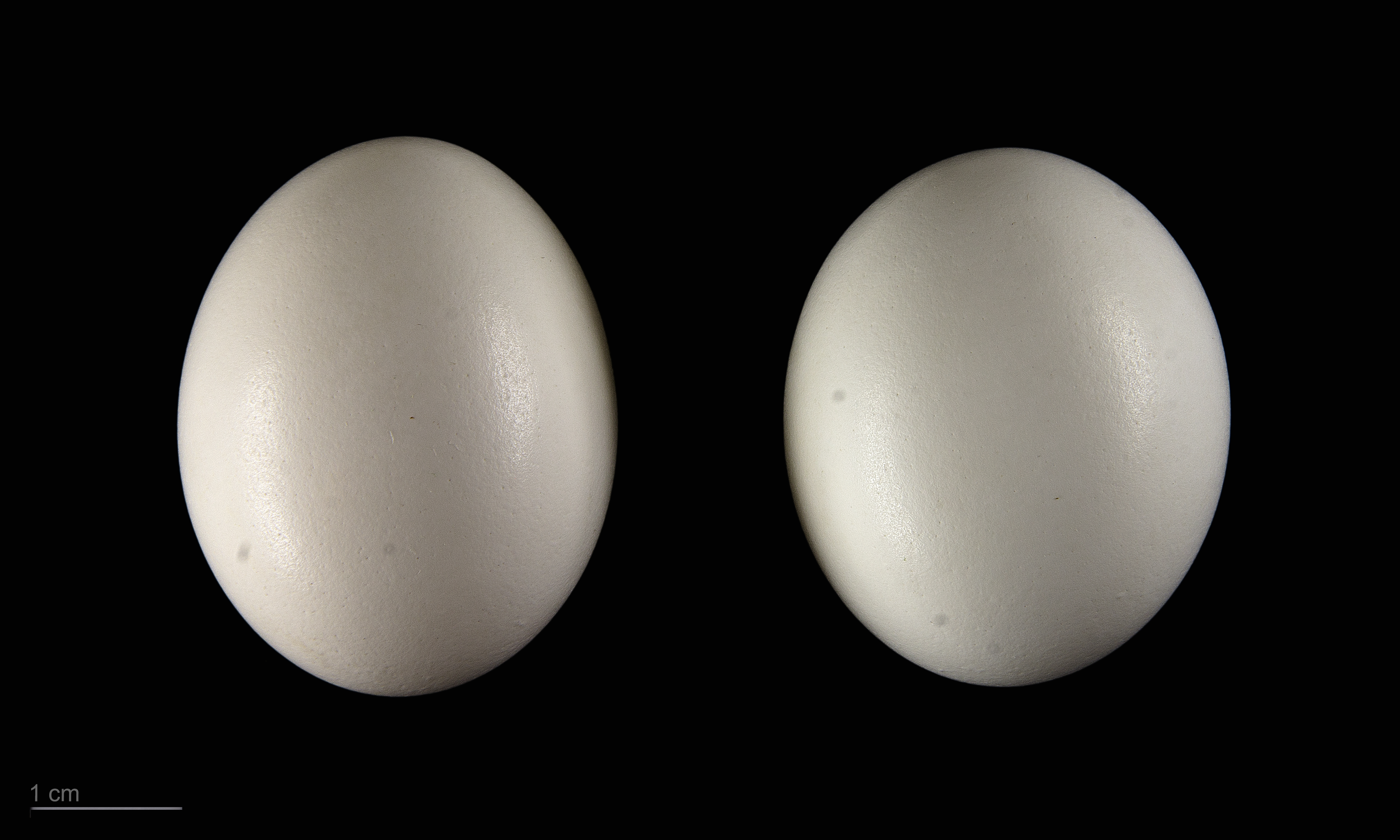
Ägg av nominatformen.

Pärlugglan häckar uteslutande i hålrum i träd, oftast gamla bohål av spillkråka, eller lämpliga holkar. De tidigaste häckningarna kan påbörjas redan i slutet av februari och de senaste långt in i juni, men i Skandinavien är det normalt att de påbörjas i april. Honan lägger i allmänhet 3-7 nästan klotrunda vita ägg, men kullar mellan 1 och 11 ägg förekommer. Äggen ruvas i cirka 26 dagar. Pärlugglehonan lämnar ogärna bohålet, utan kikar ofta ut om något kommer åt boträdet, varvid ingångshålet blir "kamouflerat" av hennes ansikte. Vid allvarligare störning flyger hon ut, men stannar i närheten, och återvänder till boet igen så fort faran tycks vara över. Ungarna, som kläcks med två dagars mellanrum, stannar i boet minst tre veckor och tas om hand av båda föräldrarna. Om födan tryter under häckningen svälter de minsta ungarna ihjäl eftersom de inte kan konkurrera med sina större kullsyskon, de äts då upp av de återstående ungarna och fungerar på så sätt som matreserv. Fram på hösten börjar alla familjemedlemmar att gå skilda vägar. Häckning sker nästan uteslutande en gång om året, men om häckningen misslyckas tidigt kan ibland en andra kull läggas.
Olikt andra ugglearter bildar inte pärlugglan par som håller ihop år från år, utan byter i regel partner mellan varje häckningssäsong. Hanen kan behålla boet i flera år, men tar sig en ny hona varje vår. Man har dessutom kunnat konstatera att polyandri och polygyni förekommer hos arten. I det fall honan tar sig en ny partner, lämnar hon den färdigkläckta kullen åt hanens vård och uppfödande, och lägger en ny kull på annan plats. Även hanen kan samtidigt ha två honor i olika bohål som han försörjer. Bägge beteenden förutsätter att det finns gott om föda under hela häckningssäsongen.

### Jakt och föda

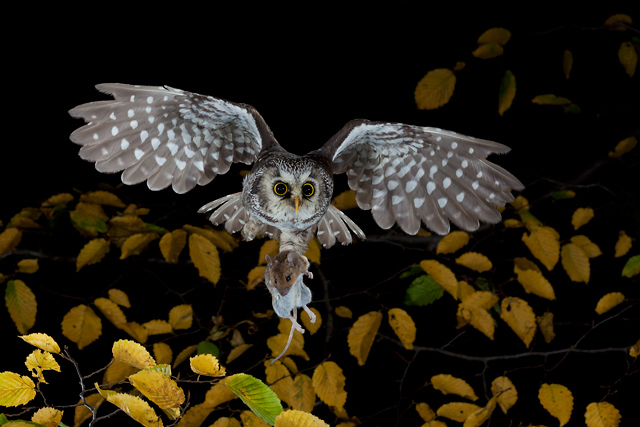
Pärlugglans viktigaste föda utgörs av sork, skogsmöss och andra små däggdjur.

Pärlugglan brukar spana efter byten genom att sittande på en låg gren spana av marken genom att sakta röra huvudet från sida till sida, lyssnande efter bytesdjurens rörelser. När ugglan lokaliserat ett ljud från ett tänkbart byte flyger den ner i ett angrepp. Pärlugglan jagar i tät skog, främst från nedhängande grenar av gran, varifrån den spanar ett par minuter i taget och slår sina byten. Den rör sig mellan grenar på omkring 1,5–2 meters höjd över marken, med ett par minuters spanande från varje plats, och cirka 15–20 meters mellanrum. Både synen och hörseln är anpassade till natten.
Denna lilla uggla tar små bytesdjur, särskilt sorkar, skogsmöss, skogslämlar och andra små däggdjur, men också små fåglar och större insekter. I sällsynta fall kan den även ta ekorrar, fladdermöss och grodor.
Pärlugglans spybollar hittar man vanligtvis under dess plats för dagvilan, eller hoptrampade i bobalen som består av en ansamling av spybollar och träck. Spybollen är grå och mäter cirka 12 gånger 22 mm.

### Predation
Pärlugglan är utsatt för predation från större ugglor, exempelvis berguv, slaguggla, hornuggla, samt rovfåglar som sparv- och duvhök. Under häckningen är annars mård och ekorre pärlugglans största problem. Mården därför att den memorerar och återkommer till gamla bytesplatser, och ekorren för att den inte bara äter ugglans ägg, utan också bygger egna risbon inne i ugglans bohålor. Av den anledningen söker pärlugglan helst nytt bo varje vår.

## Pärlugglan och människan

### Namn
Pärlugglans vetenskapliga namn Aegolius funereus kan härledas från nylatinets aegolius, ursprungligen aegōlios, "en uggla" (Plinius den äldre), lånat från grekiskans aigōliós, aigṓlios "tornuggla" och funereus "dödlig", "katastrofal".
Ett synonymt, felaktigt vetenskapligt namn, som ibland används i äldre litteratur, är Strix tengmalmi efter den svenska naturforskaren Peter Gustaf Tengmalm.
I norra Dalarna kallas pärlugglan för harbabbla (eråbaver, eråbaber, eråbabel, osv. med olika lokala variationer) samt eråugel, mausugel, och småmausugel, och i Arvidsjaur har den kallats härabäver'n (harbävern).

### Status och hot
Den globala populationen är mycket stor och arten förekommer över ett mycket stort område, varför IUCN kategoriserar pärlugglan som livskraftig (LC). Populationen har ökat i mellersta Europa de senaste åren. Bara i Tjeckien och Polen är den fortfarande listad som hotad. Ökningen i Syd- och Mellaneuropa har troligtvis berott på en kombination av skyddsåtgärder (särskilt utsättning av holkar) och ökad plantering av barrskog.
Holkuppsättning gynnar pärlugglans möjlighet att häcka, dock bara tillfälligt eftersom holkar har en begränsad livslängd i förhållande till naturhål. Allmänt sett är pärlugglan en tacksam art att sätta upp holkar för, då den gärna flyttar in i nyuppsatta sådana. Även genom att spara träd med lämpliga bohål, efter exempelvis spillkråka, kan man gynna pärlugglans häckning.
Skogsbruk och röjning av träd som anses vara av sämre kvalitet utgör ett hot mot pärlugglans bestånd. Större tallar som tagits i bruk av spillkråka avverkas ofta och då mister pärlugglan sina naturliga bohålor. Även utgallring av större aspar där spillkråkan gärna hackar ut sina bon minskar de naturliga boplatserna.
Viss forskning indikerar att klimatets påverkan på sorkcyklerna är en avgörande faktor för pärlugglans minskning i vissa områden.

#### Status i Sverige
I Sverige minskar pärlugglan i antal, men inte så pass mycket att den ansågs hotad 2020, då dess status senast reviderades. År 2013 beräknades cirka 32 000 häckande par finnas i Sverige och 2021 uppskattades den fortfarande till 31 000 par. Men sen på bara två år har den minskat till 16 000 par.